# Rise (Taeyang-album)
A Rise Taeyang dél-koreai énekes második szólóalbuma, melyet 2014. június 10.-én jelentetett meg a YG Entertainment. A lemez a 112. helyen indított a Billboard 200 listán az Egyesült Államokban, amivel a harmadik legsikeresebb K-pop-album és a legsikeresebb K-pop-szólólemez lett Amerikában 3000 eladott példánnyal. Az album vezette a Billboard World Albums, K-pop Hot 100 és Heatseakers Albums listáit. A lemez Eyes, Nose, Lips című dalából számtalan feldolgozás született.

## Számlista
| 1.    | Intro (Rise)                                             | Tablo, Choice37, Taeyang              | Peejay, Taeyang                       | Peejay                      | 1:45 |
| 2.    | Eyes, Nose, Lips (눈, 코, 입; Nun, kho, ip (Nun, Ko, Ip) | Teddy, Taeyang                        | Teddy, Dee.P, PK                      | Teddy, Dee.P                | 3:50 |
| 3.    | 1AM (새벽 한시; Szebjok hansi (Saebyeok Hansi )          | Teddy                                 | Teddy, Choice37, Boys Noize           | Teddy, Choice37, Boys Noize | 3:11 |
| 4.    | Stay with Me (featuring G-Dragon)                        | G-Dragon                              | G-Dragon, The Fliptones, JHart        | The Fliptones               | 3:22 |
| 5.    | Body (아름다워; Arumdavo (Areumdawo)                     | Teddy, Taeyang                        | Teddy, Taeyang, PK, Dee.P             | Teddy, PK, Dee.P            | 3:10 |
| 6.    | Ringa Linga (링가링가; Ringa Ringa (Ling-ga Ling-ga)     | G-Dragon, Rabbit                      | G-Dragon, Shockbit                    | Shockbit                    | 3:47 |
| 7.    | This Ain't It (이게 아닌데; Ige Aninde)                  | Airplay, Cso Szonghvak (Jo Sung Hwak) | Airplay, Cso Szonghvak (Jo Sung Hwak) | Airplay                     | 4:23 |
| 8.    | Let Go (버리고; Porigo (Beorigo)                         | Tablo                                 | Taeyang, PK, Dee.P                    | PK, Dee.P                   | 3:40 |
| 9.    | Love You to Death                                        | Tablo, Britt Burton                   | Happy Perez, Britt Burton, Taeyang    | Happy Perez                 | 3:41 |
| 30:54 |                                                          |                                       |                                       |                             |      |

## Toplisták
| Toplista (2014)                   | Ország    | Legmagasabb helyezés |
| --------------------------------- | --------- | -------------------- |
| Kaon (Gaon)                       | Dél-Korea | 1                    |
| US Billboard 200                  | USA       | 112                  |
| US World Albums (Billboard)       | USA       | 1                    |
| US Heatseekers Albums (Billboard) | USA       | 1                    |
| YinYueTai                         | Kína      | 1                    |
| RecoChoku                         | Japán     | 1                    |
| Oricon                            | Japán     | 2                    |